# Bahieae
 Bahieae   B.G.Baldwin, 2002 è una tribù di piante spermatofite dicotiledoni appartenenti alla famiglia delle Asteraceae (sottofamiglia Asteroideae).

## Etimologia
Il nome della tribù deriva dal suo genere più importante (Bahia Lag., 1816), ed è dedicato al professore di botanica a Barcellona J.F. Bahi (1775-1841).
Il nome scientifico è stato definito per la prima volta dal botanico contemporaneo Bruce Gregg Baldwin  (1957-) nella pubblicazione "Systematic Botany; Quarterly Journal of the American Society of Plant Taxonomists - 27 (1): 192. 2002" del 2002.

## Descrizione
Le specie di questa tribù hanno un habitus erbaceo (raramente sono arbusti). Alcune specie subalpine o delle praterie secche formano dei cespugli legnosi (habitus cespitoso). Il ciclo biologico è annuale o perenne. Sono piante prive di lattice.
Le foglie lungo il caule possono avere una disposizione alternata oppure opposta (meno spesso). Possono essere sessili o picciolate. La lamina in genere è intera con forme che vanno da ovata a lanceolata a lineare. In alcuni generi sono 1-4- pennate.
Le infiorescenze sono composte da capolini a forma discoide o radiata di dimensioni piccole e medie (raramente grandi). I capolini possono essere terminali, scaposi o sub-scaposi, oppure raccolti in forme panicolate lasse, o raramente in corimbi scomposti.
Il capolino, come in tutte le Asteraceae, è formato da un involucro composto da squame al cui interno un ricettacolo fa da base ai fiori (quelli periferici del raggio e quelli interni del disco). L'involucro in genere ha una forma cilindrica o ob-conica o semisferica. Le squame sono disposte su 1 – 4 serie in modo embricato, alcune con margini di tipo ialino e altre prive di tali margini. Le dimensioni delle squame tra di loro sono sub-uguali o anche di varie lunghezze scalate. Spesso sono provviste di abbondanti tricomi ghiandolari sulla faccia abassiale. Il ricettacolo è da piatto a convesso e privo di pagliette di protezione della base dei fiori.
I fiori sono tetra-ciclici (ossia sono presenti 4 verticilli: calice – corolla – androceo – gineceo) e pentameri (ogni verticillo ha in genere 5 elementi). I fiori del raggio, se presenti, sono femminili; i fiori del disco sono ermafroditi.
Formula fiorale: per queste piante viene indicata la seguente formula fiorale:
* K 0/5, C (5), A (5), G (2), infero, achenio
Calice: i sepali del calice sono ridotti ad una coroncina di squame.
Corolla: le corolle dei fiori del raggio sono colorate di giallo-arancio o bianco (a volte anche rosa-violaceo); le ligule terminano di solito con 2 – 3 lobi o denti. I fiori del disco hanno corolle gialle o bianche (a volte rosa-violacee); la forma è per lo più attinomorfa, in pochi generi è zigomorfa; sono pentameri (con 5 lobi), raramente tetrameri; i lobi a volte sono uguali tra di loro nelle dimensioni e a volte sono di lunghezza differente.
Androceo: l'androceo è formato da 5 stami con filamenti liberi e antere saldate in un manicotto circondante lo stilo. L'appendice apicale delle antere è ovata, raramente cocleata (a forma di chiocciola), con o senza tricomi ghiandolari sulla superficie abassiale . Le teche non sono calcarate (sono cioè prive di speroni) e sono senza coda. La cavità delle antere (endotecio) può essere formato da celle quadrate o fusiformi con 1 – 4 ispessimenti polari (raramente radiali come in Chamaechaenactis).  Il polline è del tipo echinato (con punte sporgenti) a forma sferica.
Gineceo: il gineceo ha un ovario uniloculare infero formato da due carpelli. Lo stilo è snello, bifido con apici deltati e acuminati. È pubescente per peli corti o papilloso alla base, mentre al di sotto alla biforcazione può essere glabro. Gli stigmi sono provvisti di superfici stigmatiche strette o ampie (talvolta si toccano), ma non confluenti all'apice (in genere sono marginali).
I frutti sono degli acheni con pappo persistente. La forma può essere da ob-piramidale a affusolata con 4 – 5 lati; ma anche biconvessa e ob-compressa. L'achenio di solito è striato con strati di fitomelanina (le Bahieae appartengono al clade Phytomelanic cipsela) Il pappo è formato da setole o scaglie. Le scaglie possono essere ispessite alla base o con prominenti nervature centrali anche queste ispessite. Le setole possono essere assenti o multiple.

## Biologia
Impollinazione: l'impollinazione avviene tramite insetti (impollinazione entomogama) o eventualmente ad opera del vento (impollinazione anemogama). 
Riproduzione: la fecondazione avviene fondamentalmente tramite l'impollinazione dei fiori (vedi sopra).
Dispersione: i semi cadendo a terra (dopo essere stati trasportati per alcuni metri dal vento per merito del pappo – disseminazione anemocora) sono successivamente dispersi soprattutto da insetti tipo formiche (disseminazione mirmecoria).

## Distribuzione e habitat
La distribuzione delle specie di questa tribù è soprattutto relativa all'America del Nord (aree sud-occidentali), ma anche le zone temperate montane del Sud America, Africa (tropicale) e isole del Pacifico del Sud. Alcuni specie sono endemiche, come il genere monotipo Apostates che si trova solamente nell'Isola di Pasqua e nella Polinesia francese. Nella tabella più sotto è indicata in dettaglio la distribuzione dei vari generi.

## Tassonomia
La famiglia di appartenenza di questo gruppo (Asteraceae o Compositae, nomen conservandum) è la più numerosa del mondo vegetale, comprende oltre 23000 specie distribuite su 1535 generi (22750 specie e 1530 generi secondo altre fonti). La sottofamiglia Asteroideae è una delle 12 sottofamiglie nella quale è stata suddivisa la famiglia Asteraceae, mentre Bahieae è una delle 21 tribù della sottofamiglia.

### Filogenesi
Nella sua classificazione delle Asteraceae del 1981, Harold Ernest Robinson considera le Bahiinae all'interno della sottotribù delle Chaenactidinae (tribù Heliantheae). La tribù, nella descrizione attuale, è stata nominata da Baldwin (Baldwin et al. 2002) separando dalla tribù Helenieae i generi provvisti di un pappo di scaglie con costole ispessite e cipsele con superfici striate. Ancora più recentemente studi filogenetici hanno portato a considerare le Bahieae come tribù a sé stante.

L'inquadramento della tribù nell'ambito della famiglia delle Asteraceae è ancora in via di definizione. Attualmente, da un punto di vista generale, la tribù Bahieae fa parte del “Asteroideae clade”, un gruppo di tribù appartenenti alla sottofamiglia Asteroideae con i seguenti caratteri:
- stigmi con due linee stigmatiche interne;
- antere non calcarate (senza speroni);
- polline regolarmente echinato, ossia con spine più o meno spaziate regolarmente;
- i fiori del disco sono a forma attinomorfa con i lobi della corolla lunghi quanto larghi;
- quando nei capolini sono presenti entrambi i tipi di fiori (del raggio e del disco), allora le corolle ligulate si presentano con tre denti;
- disposizione alterna delle foglie lungo il fusto (a parte il gruppo Heliantheae sensu stricto);
- numero cromosomico di base: 2n = 18, 20 o 38 (“Heliantheae Alliance” – vedi sotto)

All'interno di questo clade la tribù Bahieae è ulteriormente inserita nel gruppo chiamato “Heliantheae Alliance” i cui caratteri distintivi sono:
- la disposizione delle brattee (o squame) dell'involucro di solito è su 1 – 3 serie;
- le teche delle antere sono spesso annerite e non sono calcarate (sono prive di speroni) e inoltre sono prive di code;
- stilo con ciuffo di peli appena sotto la divisione degli stigmi;
- appendici dello stilo (stigmi) di solito più brevi delle zone stigmatiche;
- acheni provvisti di strati di fitomelanina;
- numero cromosomico di base: 2n = 38;

In particolare le Bahieae assieme a Heliantheae sensu stricto, Tageteae, Chaenactideae, Coreopsideae, Madieae, Millerieae, Neurolaeneae, Perityleae, Polymnieae ed Eupatorieae formano il clade Phytomelanic cipsela, caratterizzato dalla presenza nella cipsela di uno strato di fitomelanina.

I rapporti filogenetici tra le varie tribù di tale raggruppamento sono illustrati dal seguente cladogramma:
|  | \| \| Bahieae \| \| \| \| \| \| Chaenactideae \| \| \| \| |
|  |                                                           |
|  | Tageteae                                                  |
|  |                                                           |
|  | Bahieae                                                   |
|  |                                                           |
|  | Chaenactideae                                             |
|  |                                                           |

|  | Bahieae       |
|  |               |
|  | Chaenactideae |
|  |               |

|  | \| \| Bahieae \| \| \| \| \| \| Chaenactideae \| \| \| \| |
|  |                                                           |
|  | Tageteae                                                  |
|  |                                                           |
|  | Bahieae                                                   |
|  |                                                           |
|  | Chaenactideae                                             |
|  |                                                           |

|  | Bahieae       |
|  |               |
|  | Chaenactideae |
|  |               |

|  | Madieae                                                    |
|  |                                                            |
|  | \| \| Perityleae \| \| \| \| \| \| Eupatorieae \| \| \| \| |
|  |                                                            |
|  | Perityleae                                                 |
|  |                                                            |
|  | Eupatorieae                                                |
|  |                                                            |

|  | Perityleae  |
|  |             |
|  | Eupatorieae |
|  |             |

|  | Madieae                                                    |
|  |                                                            |
|  | \| \| Perityleae \| \| \| \| \| \| Eupatorieae \| \| \| \| |
|  |                                                            |
|  | Perityleae                                                 |
|  |                                                            |
|  | Eupatorieae                                                |
|  |                                                            |

|  | Perityleae  |
|  |             |
|  | Eupatorieae |
|  |             |

|  | Madieae                                                    |
|  |                                                            |
|  | \| \| Perityleae \| \| \| \| \| \| Eupatorieae \| \| \| \| |
|  |                                                            |
|  | Perityleae                                                 |
|  |                                                            |
|  | Eupatorieae                                                |
|  |                                                            |

|  | Perityleae  |
|  |             |
|  | Eupatorieae |
|  |             |

|  | Madieae                                                    |
|  |                                                            |
|  | \| \| Perityleae \| \| \| \| \| \| Eupatorieae \| \| \| \| |
|  |                                                            |
|  | Perityleae                                                 |
|  |                                                            |
|  | Eupatorieae                                                |
|  |                                                            |

|  | Perityleae  |
|  |             |
|  | Eupatorieae |
|  |             |

|  | \| \| Bahieae \| \| \| \| \| \| Chaenactideae \| \| \| \| |
|  |                                                           |
|  | Tageteae                                                  |
|  |                                                           |
|  | Bahieae                                                   |
|  |                                                           |
|  | Chaenactideae                                             |
|  |                                                           |

|  | Bahieae       |
|  |               |
|  | Chaenactideae |
|  |               |

|  | \| \| Bahieae \| \| \| \| \| \| Chaenactideae \| \| \| \| |
|  |                                                           |
|  | Tageteae                                                  |
|  |                                                           |
|  | Bahieae                                                   |
|  |                                                           |
|  | Chaenactideae                                             |
|  |                                                           |

|  | Bahieae       |
|  |               |
|  | Chaenactideae |
|  |               |

|  | Madieae                                                    |
|  |                                                            |
|  | \| \| Perityleae \| \| \| \| \| \| Eupatorieae \| \| \| \| |
|  |                                                            |
|  | Perityleae                                                 |
|  |                                                            |
|  | Eupatorieae                                                |
|  |                                                            |

|  | Perityleae  |
|  |             |
|  | Eupatorieae |
|  |             |

|  | Madieae                                                    |
|  |                                                            |
|  | \| \| Perityleae \| \| \| \| \| \| Eupatorieae \| \| \| \| |
|  |                                                            |
|  | Perityleae                                                 |
|  |                                                            |
|  | Eupatorieae                                                |
|  |                                                            |

|  | Perityleae  |
|  |             |
|  | Eupatorieae |
|  |             |

|  | Madieae                                                    |
|  |                                                            |
|  | \| \| Perityleae \| \| \| \| \| \| Eupatorieae \| \| \| \| |
|  |                                                            |
|  | Perityleae                                                 |
|  |                                                            |
|  | Eupatorieae                                                |
|  |                                                            |

|  | Perityleae  |
|  |             |
|  | Eupatorieae |
|  |             |

|  | Madieae                                                    |
|  |                                                            |
|  | \| \| Perityleae \| \| \| \| \| \| Eupatorieae \| \| \| \| |
|  |                                                            |
|  | Perityleae                                                 |
|  |                                                            |
|  | Eupatorieae                                                |
|  |                                                            |

|  | Perityleae  |
|  |             |
|  | Eupatorieae |
|  |             |

|  | \| \| Bahieae \| \| \| \| \| \| Chaenactideae \| \| \| \| |
|  |                                                           |
|  | Tageteae                                                  |
|  |                                                           |
|  | Bahieae                                                   |
|  |                                                           |
|  | Chaenactideae                                             |
|  |                                                           |

|  | Bahieae       |
|  |               |
|  | Chaenactideae |
|  |               |

|  | \| \| Bahieae \| \| \| \| \| \| Chaenactideae \| \| \| \| |
|  |                                                           |
|  | Tageteae                                                  |
|  |                                                           |
|  | Bahieae                                                   |
|  |                                                           |
|  | Chaenactideae                                             |
|  |                                                           |

|  | Bahieae       |
|  |               |
|  | Chaenactideae |
|  |               |

|  | Madieae                                                    |
|  |                                                            |
|  | \| \| Perityleae \| \| \| \| \| \| Eupatorieae \| \| \| \| |
|  |                                                            |
|  | Perityleae                                                 |
|  |                                                            |
|  | Eupatorieae                                                |
|  |                                                            |

|  | Perityleae  |
|  |             |
|  | Eupatorieae |
|  |             |

|  | Madieae                                                    |
|  |                                                            |
|  | \| \| Perityleae \| \| \| \| \| \| Eupatorieae \| \| \| \| |
|  |                                                            |
|  | Perityleae                                                 |
|  |                                                            |
|  | Eupatorieae                                                |
|  |                                                            |

|  | Perityleae  |
|  |             |
|  | Eupatorieae |
|  |             |

|  | Madieae                                                    |
|  |                                                            |
|  | \| \| Perityleae \| \| \| \| \| \| Eupatorieae \| \| \| \| |
|  |                                                            |
|  | Perityleae                                                 |
|  |                                                            |
|  | Eupatorieae                                                |
|  |                                                            |

|  | Perityleae  |
|  |             |
|  | Eupatorieae |
|  |             |

|  | Madieae                                                    |
|  |                                                            |
|  | \| \| Perityleae \| \| \| \| \| \| Eupatorieae \| \| \| \| |
|  |                                                            |
|  | Perityleae                                                 |
|  |                                                            |
|  | Eupatorieae                                                |
|  |                                                            |

|  | Perityleae  |
|  |             |
|  | Eupatorieae |
|  |             |

|  | \| \| Bahieae \| \| \| \| \| \| Chaenactideae \| \| \| \| |
|  |                                                           |
|  | Tageteae                                                  |
|  |                                                           |
|  | Bahieae                                                   |
|  |                                                           |
|  | Chaenactideae                                             |
|  |                                                           |

|  | Bahieae       |
|  |               |
|  | Chaenactideae |
|  |               |

|  | \| \| Bahieae \| \| \| \| \| \| Chaenactideae \| \| \| \| |
|  |                                                           |
|  | Tageteae                                                  |
|  |                                                           |
|  | Bahieae                                                   |
|  |                                                           |
|  | Chaenactideae                                             |
|  |                                                           |

|  | Bahieae       |
|  |               |
|  | Chaenactideae |
|  |               |

|  | Madieae                                                    |
|  |                                                            |
|  | \| \| Perityleae \| \| \| \| \| \| Eupatorieae \| \| \| \| |
|  |                                                            |
|  | Perityleae                                                 |
|  |                                                            |
|  | Eupatorieae                                                |
|  |                                                            |

|  | Perityleae  |
|  |             |
|  | Eupatorieae |
|  |             |

|  | Madieae                                                    |
|  |                                                            |
|  | \| \| Perityleae \| \| \| \| \| \| Eupatorieae \| \| \| \| |
|  |                                                            |
|  | Perityleae                                                 |
|  |                                                            |
|  | Eupatorieae                                                |
|  |                                                            |

|  | Perityleae  |
|  |             |
|  | Eupatorieae |
|  |             |

|  | Madieae                                                    |
|  |                                                            |
|  | \| \| Perityleae \| \| \| \| \| \| Eupatorieae \| \| \| \| |
|  |                                                            |
|  | Perityleae                                                 |
|  |                                                            |
|  | Eupatorieae                                                |
|  |                                                            |

|  | Perityleae  |
|  |             |
|  | Eupatorieae |
|  |             |

|  | Madieae                                                    |
|  |                                                            |
|  | \| \| Perityleae \| \| \| \| \| \| Eupatorieae \| \| \| \| |
|  |                                                            |
|  | Perityleae                                                 |
|  |                                                            |
|  | Eupatorieae                                                |
|  |                                                            |

|  | Perityleae  |
|  |             |
|  | Eupatorieae |
|  |             |

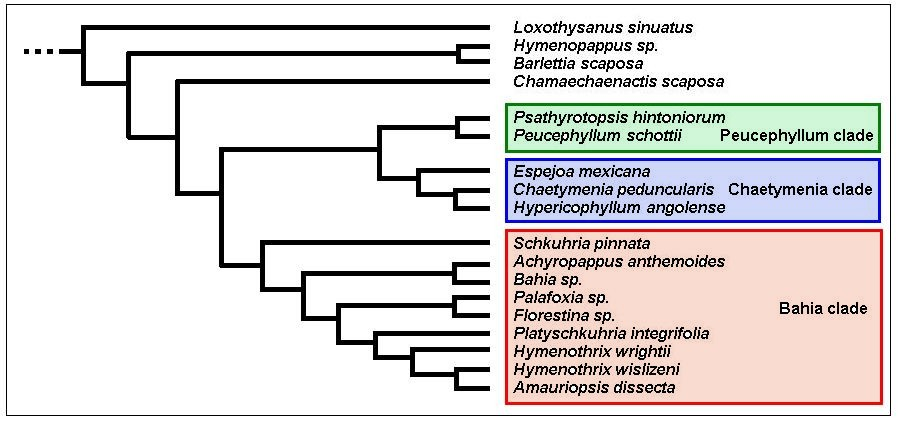
Cladogramma della tribù

I caratteri diagnostici (e distintivi) specifici per la tribù Bahieae sono: 
- ricettacoli privi di pagliette a protezione della base dei fiori;
- le antere pallide o rossastre (non completamente annerite);
- le pareti striate degli acheni;
- le scaglie del pappo ispessite alla base.

All'interno della tribù la sistemazione dei vari generi è dovuta in gran parte ai recenti studi di tipo filogenetico sia su dati morfologici che molecolari. Ad esempio le specie del genere Amauriopsis (ora a sé stanti) fino a qualche anno fa erano incluse nel genere Bahia. Analisi di tipo nucleare sul rDNA suggeriscono raggruppamenti interni come ad esempio quello di Chamaechaenactis, Barlettia e Hymenopappus, oppure il genere Florestina con il genere Palafoxia, oppure Schkuhria con Achyropappus e Bahia. Per il momento all'interno della tribù sono riconosciuti con sicurezza solamente tre cladi principali: Peucephyllum clade, Chaetymenia clade e Bahia clade (vedi cladogramma). Si devono quindi attendere ulteriori studi per una più esatta circoscrizione dei vari generi all'interno della tribù.

Il cladogramma a lato, tratto dallo studio citato e semplificato, ricavato dall'analisi di alcune specie, descrive l'attuale struttura filogenetica della tribù.

### Elenco dei generi
La tribù Bahieae comprende 20 generi e circa 85 specie.

| Genere                         | No specie                           | Distribuzione                           |
| ------------------------------ | ----------------------------------- | --------------------------------------- |
| Achyropappus Kunth, 1818       | 2 spp.                              | Messico                                 |
| Amauriopsis Rydb., 1914        | 6 spp.                              | Messico del nord e USA sud-occidentale  |
| Apostates N.S.Lander, 1989     | 1 sp. A.rapae (F. Brown) N.S.Lander | Isola di Pasqua                         |
| Bahia Lag., 1816               | circa 10 spp.                       | USA occidentale, Messico e Cile         |
| Barlettia A.Gray, 1855         | 1 sp. B.scaposa A.Gray              | Messico del nord e USA sud-occidentale  |
| Chaetymenia Hook. & Arn., 1838 | 1 sp. C.peduncularis Hook. & Arn.   | Messico                                 |
| Chamaechaenactis Rydb., 1906   | 1 sp. C.scaposa (Eastw.) Rydb.      | USA sud-occidentale                     |
| Espejoa DC., 1836              | 1 sp. E.mexicana DC.                | Messico centrale                        |
| Florestina Cass., 1817         | circa 8 spp.                        | USA del sud, Messico e America centrale |
| Holoschkuhria H.Rob., 2002     | 1 sp. H.tetramera H.Rob.            | Ecuador e Perù                          |
| Hymenopappus L'Her., 1788      | circa 14 spp.                       | Messico del nord e USA sud-occidentale  |
| Hymenothrix A.Gray, 1849       | 4 spp.                              | Messico e USA sud-occidentale           |
| Hypericophyllum Steetz, 1864   | 7 spp.                              | Africa tropicale                        |
| Loxothysanus B.L.Rob., 1907    | 2 spp.                              | Messico                                 |
| Palafoxia Lag., 1816           | 12 spp.                             | Messico del nord e USA sud-occidentale  |
| Peucephyllum A.Gray, 1859      | 1 sp. P.schottii A.Gray             | USA occidentale e Messico               |
| Platyschkuhria Rydb., 1906     | 1 sp. P.integrifolia Rydb.          | USA sud-occidentale                     |
| Psathyrotopsis Rydb., 1927     | 3 spp.                              | Messico del nord e USA sud-occidentale  |
| Schkuhria Roth, 1797           | 6 spp.                              | America (nord e sud)                    |
| Thymopsis Benth., 1873         | 2 spp.                              | Indie occidentali                       |

### Chiave per i generi
Per meglio comprendere ed individuare i vari generi l'elenco seguente utilizza il sistema delle chiavi analitiche:

SEZIONE 1: i capolini hanno una forma discoide (senza raggi) o arrotondata e piatta;
- Gruppo 1A: la base dello stilo è papillosa; gli stigmi dello stilo sono lunghi quanto o più delle superfici stigmatiche; il rivestimento delle cavità delle antere (endotecio) si presenta con ispessimenti radiali;

genere Chamaechaenactis
- Gruppo 1B: la base dello stilo è liscia, senza zone papillose o con tricomi; gli stigmi dello stilo sono privi di appendici, se presenti sono più brevi delle superfici stigmatiche; il rivestimento delle cavità delle antere (endotecio) si presenta con ispessimenti polari;

- Gruppo 2A: nello stesso capolino le corolle possono essere sia tetramere che pentamere, altrimenti sono tetramere;

- Gruppo 3A: il pappo è formato da poche scaglie fuse alla base formanti una coppa; i capolini hanno una forma arrotondata e piatta;

genere Thymopsis
- Gruppo 3B: il pappo è formato da circa 8 - 10 scaglie libere alla base; i capolini hanno una forma discoide (senza raggi);

- Gruppo 4A: la lamina della foglia è intera a forma ovata; le antere sono colorate di marrone scuro (o nero);

genere Holoschkuhria
- Gruppo 4B: la lamina della foglia è intera, filiforme o lineare o 1-3- pennata; le antere sono colorate da ialino a giallo;

genere Schkuhria
- Gruppo 2B: le corolle sono pentamere;

- Gruppo 5A: le foglie lungo il caule sono disposte in modo opposto;

- Gruppo 6A: le foglie sono picciolate; le infiorescenze sono del tipo corimboso;

- Gruppo 7A: la lamina della foglie è da ovata a trilobata, tri-nervata, con superfici densamente ghiandolari (quella inferiore è densamente pubescente); la distribuzione è relativa al Messico tropicale;

genere Loxothysanus
- Gruppo 7B: la lamina della foglie è ampiamente da ovata a ellittica con venature palmate e superficie sparsamente pubescente (non ghiandolosa); le piante di questo gruppo sono endemiche dell'Isola di Pasqua e in genere della Polinesia Francese.

genere Apostates
- Gruppo 6B: le foglie sono sessili o brevemente picciolate; i capolini sono solitari o raggruppati in cime panicolate lasse;

- Gruppo 8A: il pappo è formato da scaglie a forma obovata con prominenti nervature mediane (a volte anche ispessite) e punte uncinate; le corolle possiedono delle piccole gole (approssimativamente 1/5 della lunghezza dei rispettivi lobi); i tubi della corolla sono ispessiti e con basi estese; la distribuzione di queste piante è relativa al Messico e all'America Centrale;

genere Espejoa
- Gruppo 8B: il pappo è formato da setole capillari o scaglie con una venatura centrale prominente; raramente può essere formato con alternanza di piccole scaglie e setole; l'apice delle setole è uncinato; la gola delle corolle è lunga quanto o più dei rispettivi lobi; il tubo delle corolle non è ispessito e neppure ha delle basi estese; la distribuzione di queste piante è relativa all'Africa tropicale;

genere Hypericophyllum
- Gruppo 5B: le foglie sotto l'infiorescenza sono disposte in modo alterno, mentre sono opposte nei nodi basali;

- Gruppo 9A: le appendici delle antere sono glabre;

- Gruppo 10A: gli stigmi (o bracci) dello stilo sono acuminati e senza appendici; la superficie abassiale dei bracci dello stilo è rivestita di papille fino al punto di biforcazione;

genere Palafoxia
- Gruppo 10B: gli stigmi (o bracci) dello stilo sono fortemente acuminati presso gli apici deltati, e qualche volta sono provvisti di minute (o prominenti) appendici coniche; la superficie abassiale dei bracci dello stilo è rivestita di papille fino al punto distale;

- Gruppo 11A: tutte le corolle, o solamente quelle dei fiori periferici sono zigomorfe;

- Gruppo 12A: le corolle sono formate da 5 lobi di cui due sono più lungi degli altri;

genere Florestina
- Gruppo 12B: le corolle sono formate da un solo lobo (oppure tutti) di diseguale lunghezza, e qualche volta con una incisione (tra lobo e lobo) più profonda delle altre;

genere Hymenothrix
- Gruppo 11B: le corolle sono attinomorfe;

genere Schkuhria
- Gruppo 9B: la superficie inferiore delle appendici delle antere è provvista di tricomi ghiandolari;

- Gruppo 13A: l'habitus di queste piante è arbustivo;

genere Peucephyllum
- Gruppo 13B: l'habitus di queste piante è erbaceo con un ciclo biologico annuale o perenne;

- Gruppo 14A: le corolle hanno dei lobi fortemente incurvati;

genere Hymenopappus
- Gruppo 14B: i lobi delle corolle non sono incurvati;

- Gruppo 15A: le piante si presentano con la maggior parte delle foglie confinate alla base e con infiorescenze scapose; il pappo è formato da setole multiple; le foglie sono intere con una lamina a forma ovata;

genere Psathyrotopsis
- Gruppo 15B: le foglie lungo il caule sono distribuite uniformemente e le infiorescenze non sono del tipo scaposo; il pappo è formato con circa 8-10 scaglie dalla forma da obovata a fusiforme; la lamina delle foglie è filiforme;

genere Schkuhria
SEZIONE 2: i capolini hanno una forma radiata;
- Gruppo 1A: il colore delle corolle dei fiori sia del disco che del raggio è rosa intenso o purpureo;

genere Palafoxia
- Gruppo 1B: il colore delle corolle dei fiori del raggio è bianco, giallo o giallo-arancio, se è rosa allora il colore delle corolle dei fiori del disco è un altro;

- Gruppo 2A: le appendici delle antere sono prive di tricomi ghiandolari sulla faccia abassiale;

- Gruppo 3A: il colore delle corolle dei fiori del raggio è bianco;

genere Achyropappus
- Gruppo 3B: il colore delle corolle dei fiori del raggio è giallo;

- Gruppo 4A: le foglie lungo il caule sono disposte in modo opposto e sono sessili;

genere Chaetymenia
- Gruppo 4B: le foglie lungo il caule sono disposte in modo alterno, qualche volta sono confinate alla base della pianta con infiorescenze sub- scapose;

- Gruppo 5A: la forma dei frutti acheni è ob-compressa e biconvessa;

genere Barlettia
- Gruppo 5B: la forma dei frutti acheni è da ob-piramidale a fusiforme con 4 – 5 lati;

- Gruppo 6A: la lamina delle foglie è intera da strettamente ellittica a ovata, oppure sub-orbicolare;

genere Platyschkuhria
- Gruppo 6B: la lamina delle foglie è filiforme o lineare del tipo 1-4- pennata;

- Gruppo 7A: i capolini sono raccolti in cime corimbose scomposte; il pappo è formato da setole capillari multiple;

genere Hymenothrix
- Gruppo 7B: i capolini sono solitari o raccolti in cime panicolate lasse; il pappo è formato da scaglie obovate o fusiformi, qualche volta con venature centrali simili alle setole;

- Gruppo 8A: i capolini sono formati da più di 5 fiori del raggio;

genere Amauriopsis
- Gruppo 8B: i capolini sono formati 1 - 3 fiori del raggio (raramente fino a 5);

genere Schkuhria
- Gruppo 2B: le appendici delle antere sono provviste di tricomi ghiandolari sulla faccia abassiale;

- Gruppo 9A: i lobi delle corolle dei fiori del disco sono fortemente incurvate;

genere Hymenopappus
- Gruppo 9B: i lobi delle corolle dei fiori del disco non sono incurvate ma diritte o variamente diffuse;

- Gruppo 10A: i capolini sono formati da più di 5 fiori del raggio;

genere Bahia
- Gruppo 10B: i capolini sono formati 1 - 3 fiori del raggio (raramente fino a 5);

genere Schkuhria

## Alcune specie

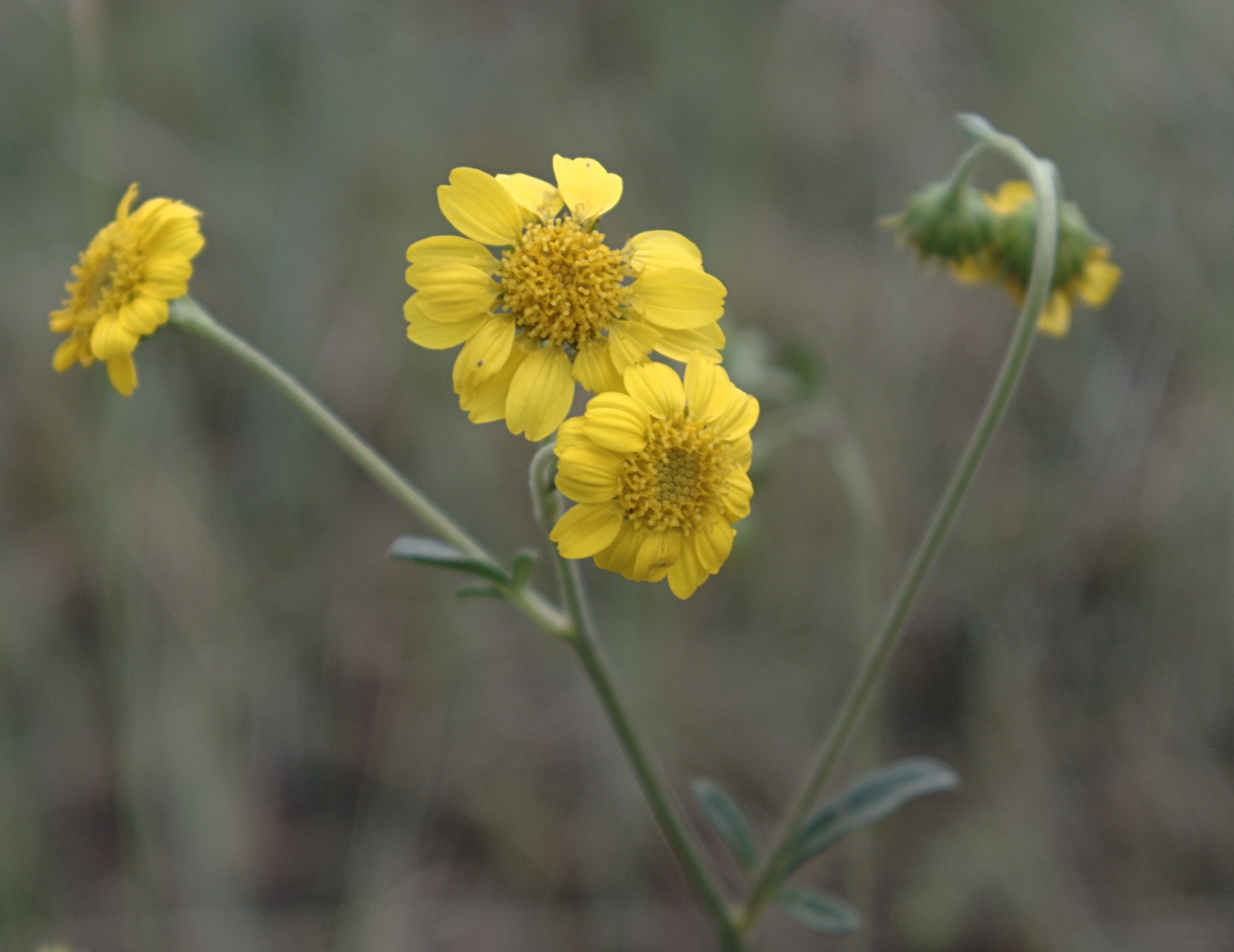
Amauriopsis dissecta
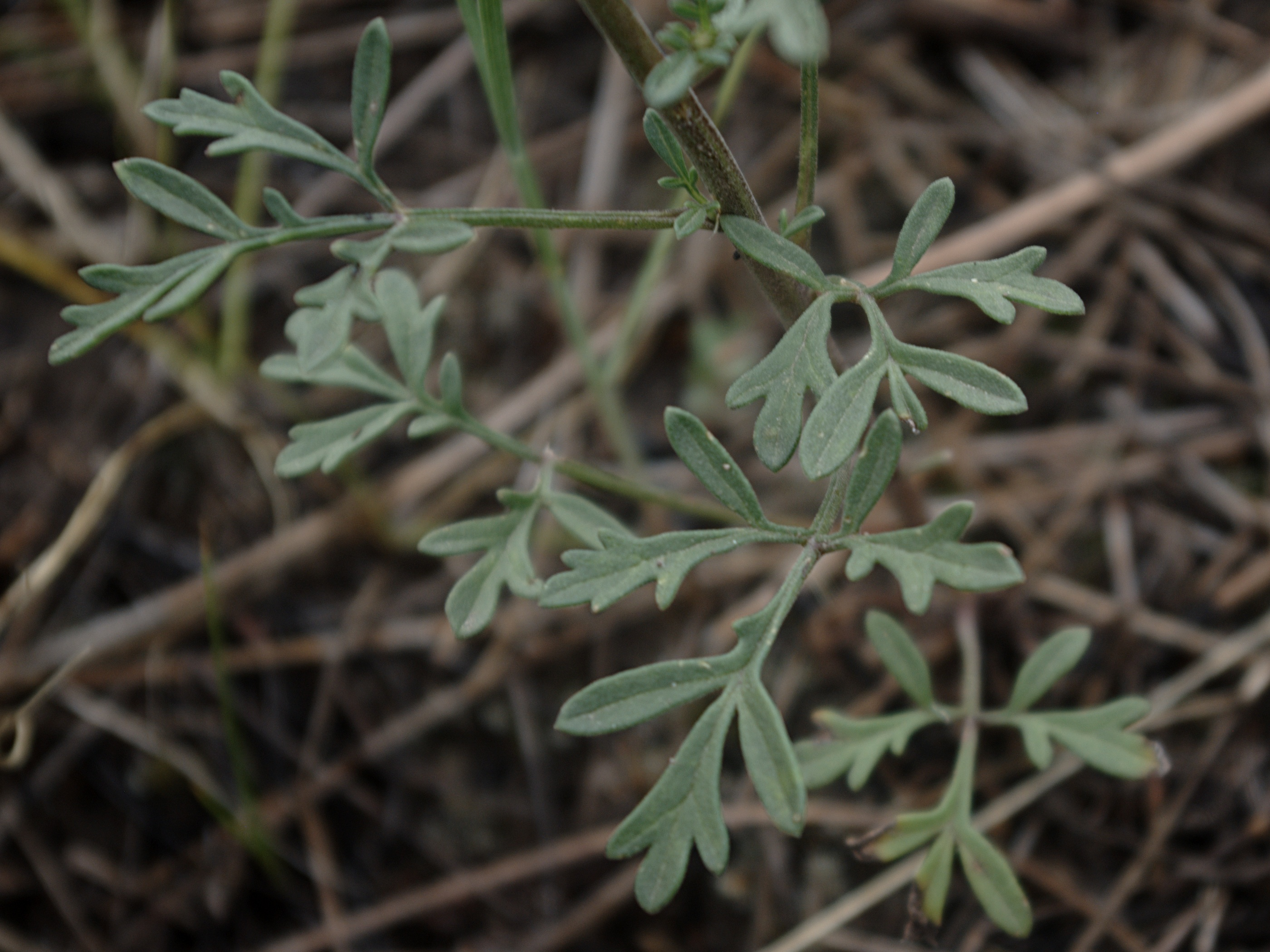
Amauriopsis dissecta (foglie 3-pennate)
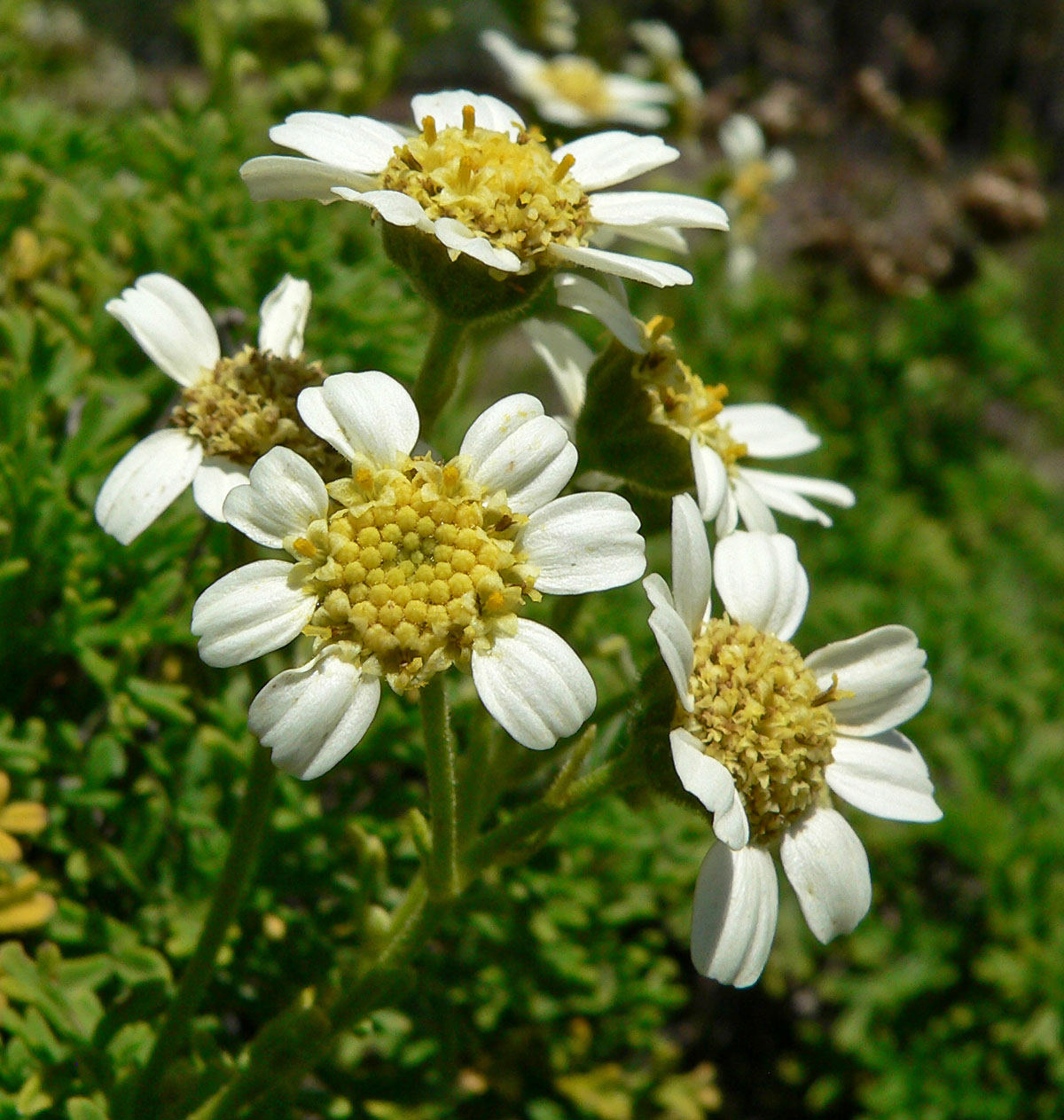
Bahia ambrosioides
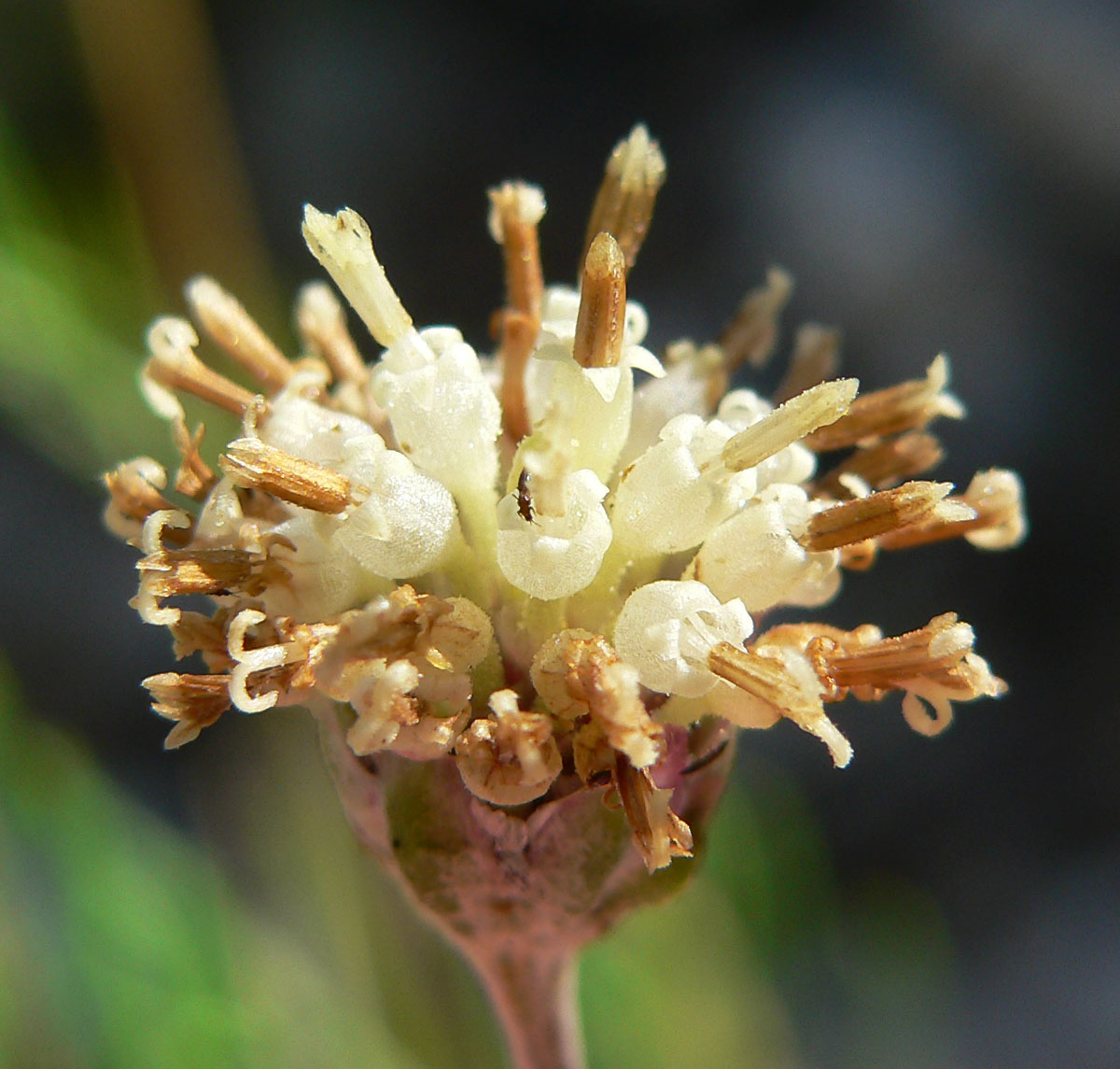
Hymenopappus filifolius
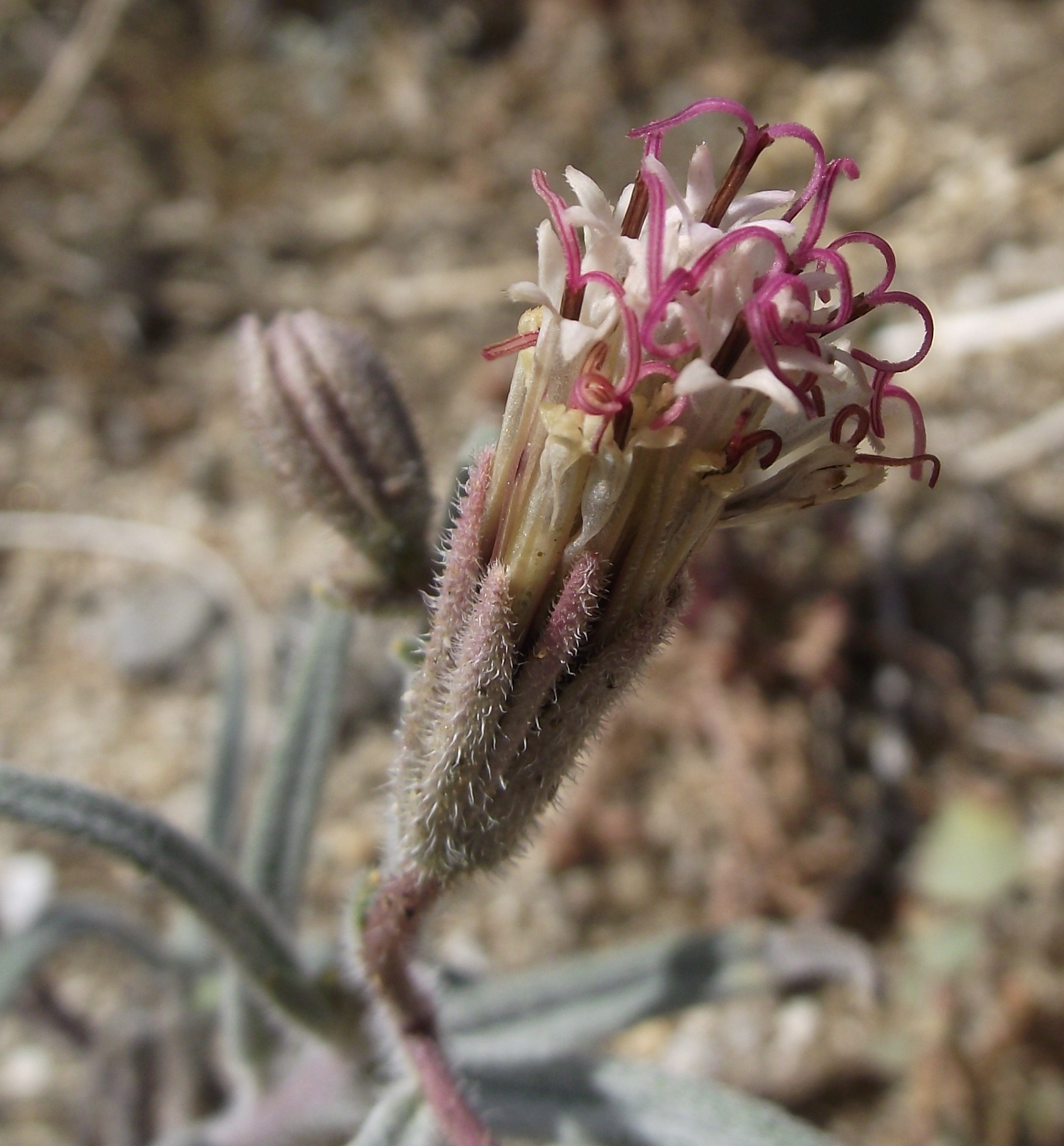
Palafoxia arida
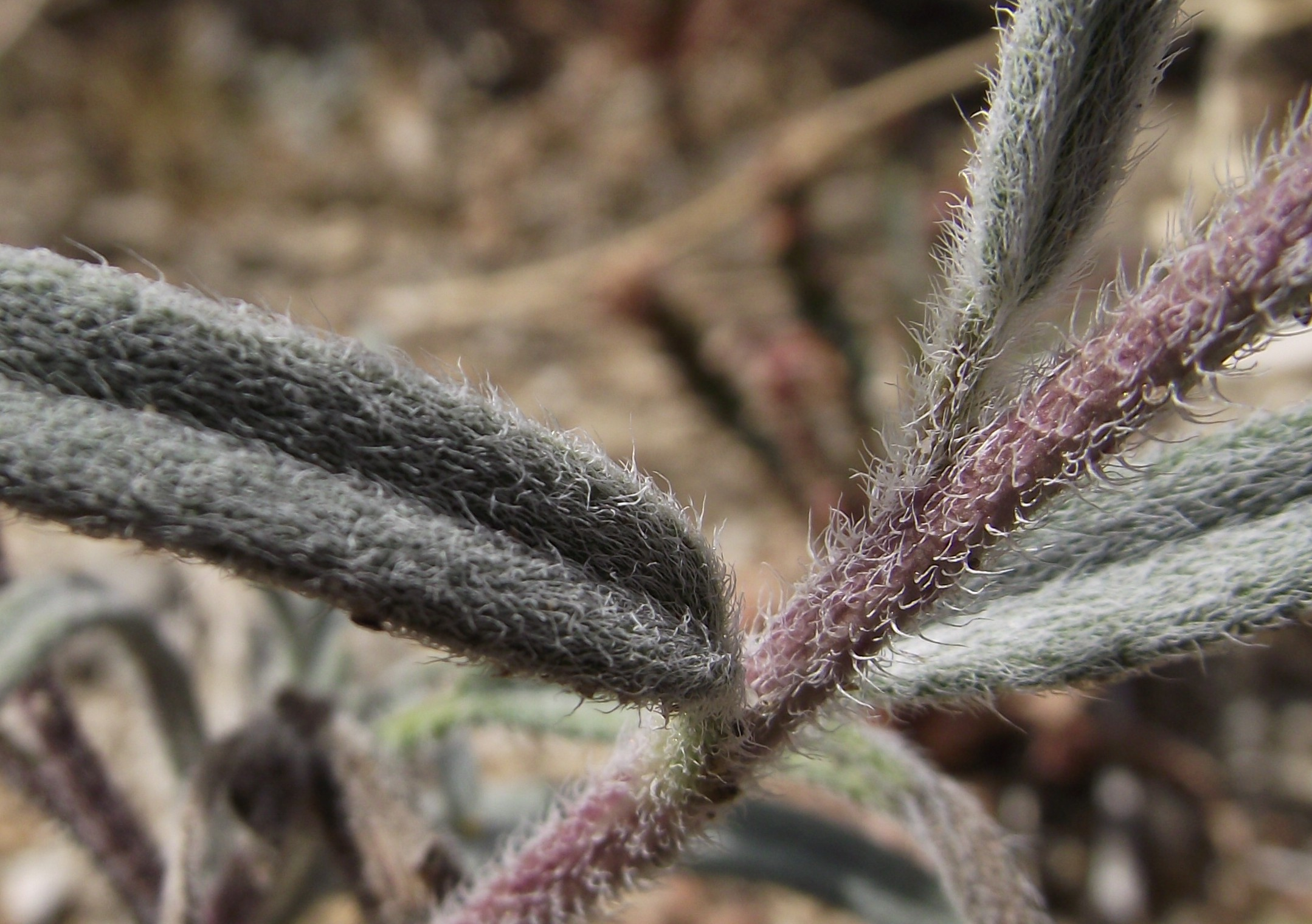
Palafoxia arida (foglie)
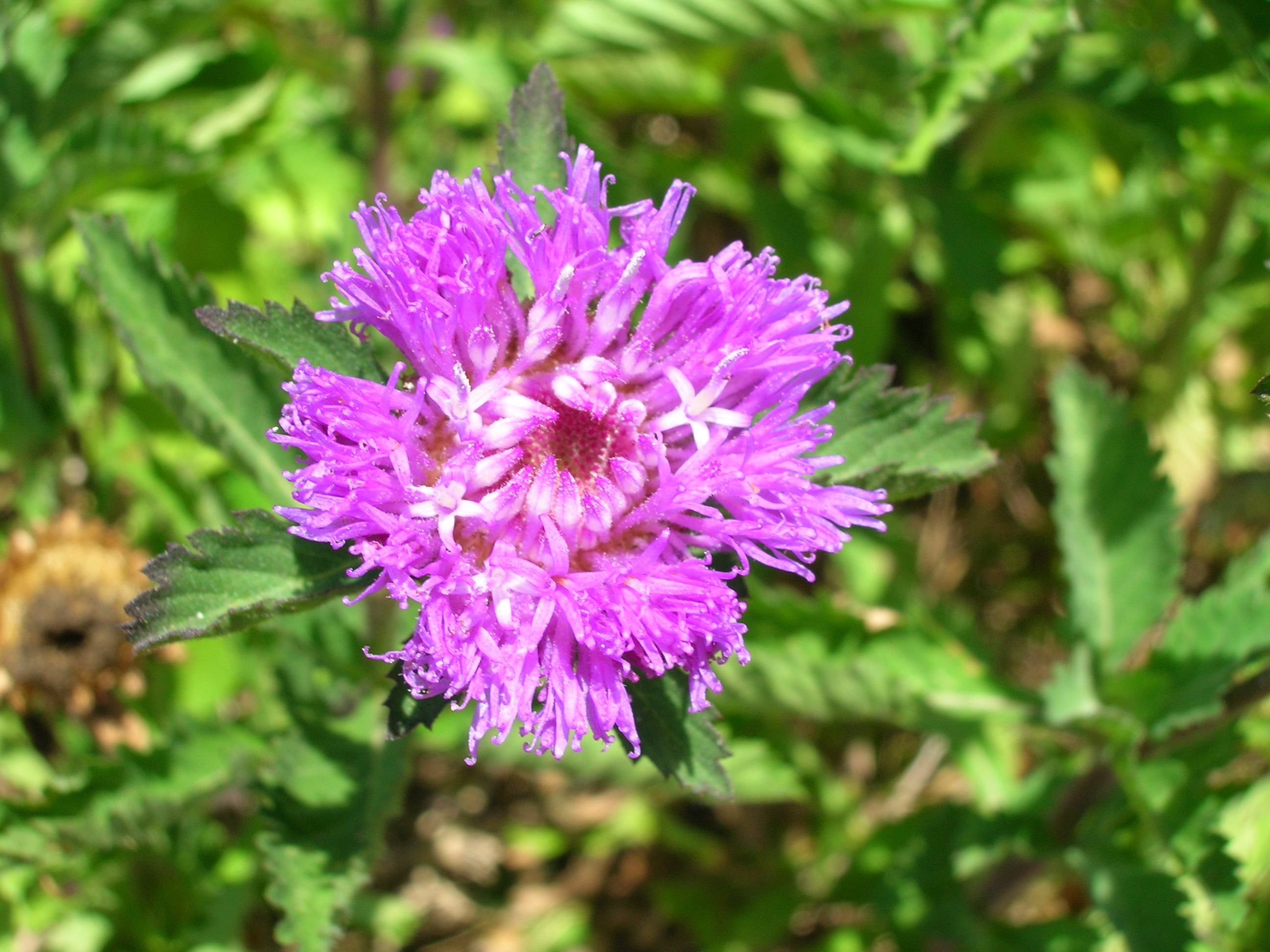
Palafoxia callosa
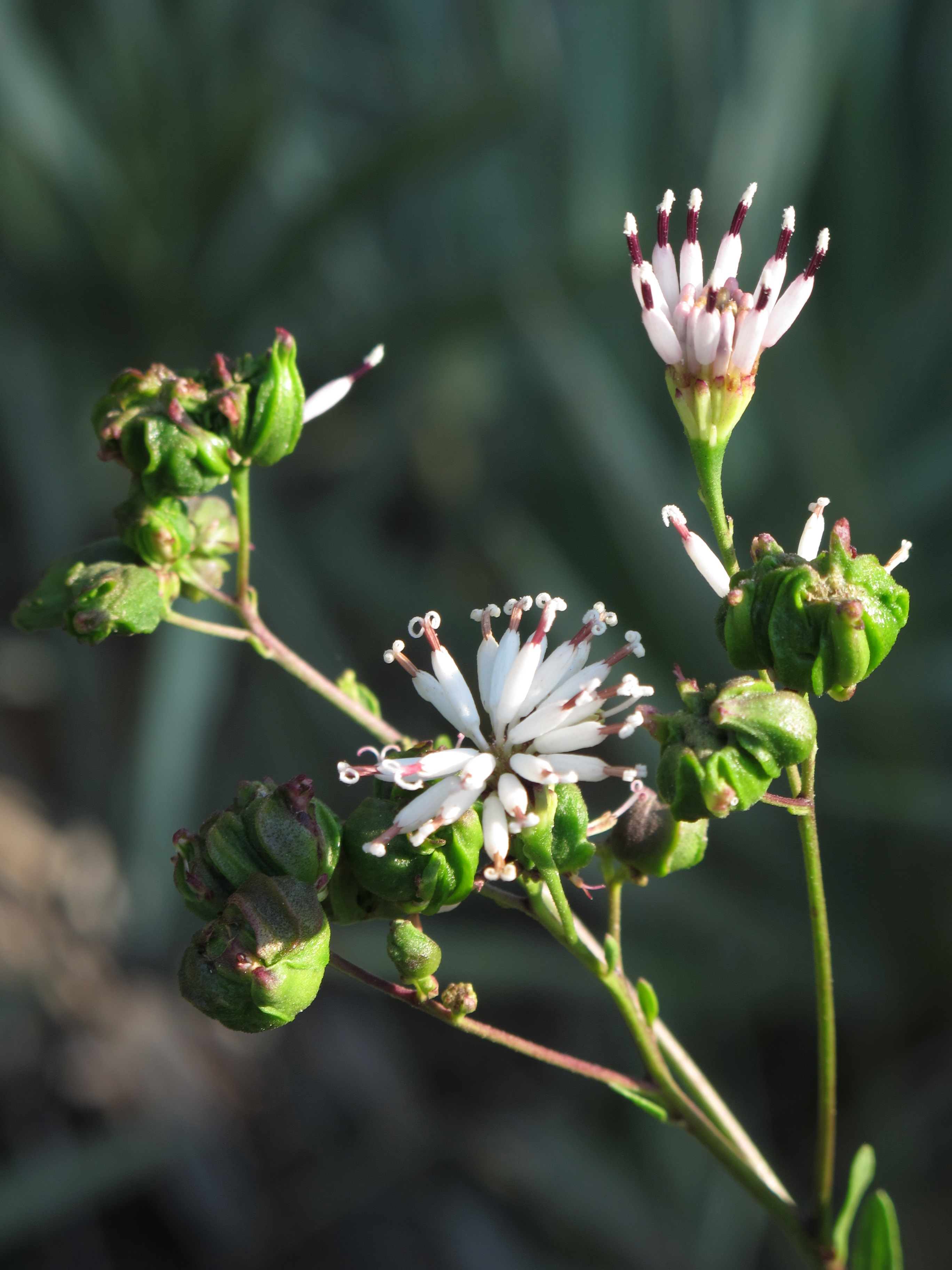
Palafoxia feayi
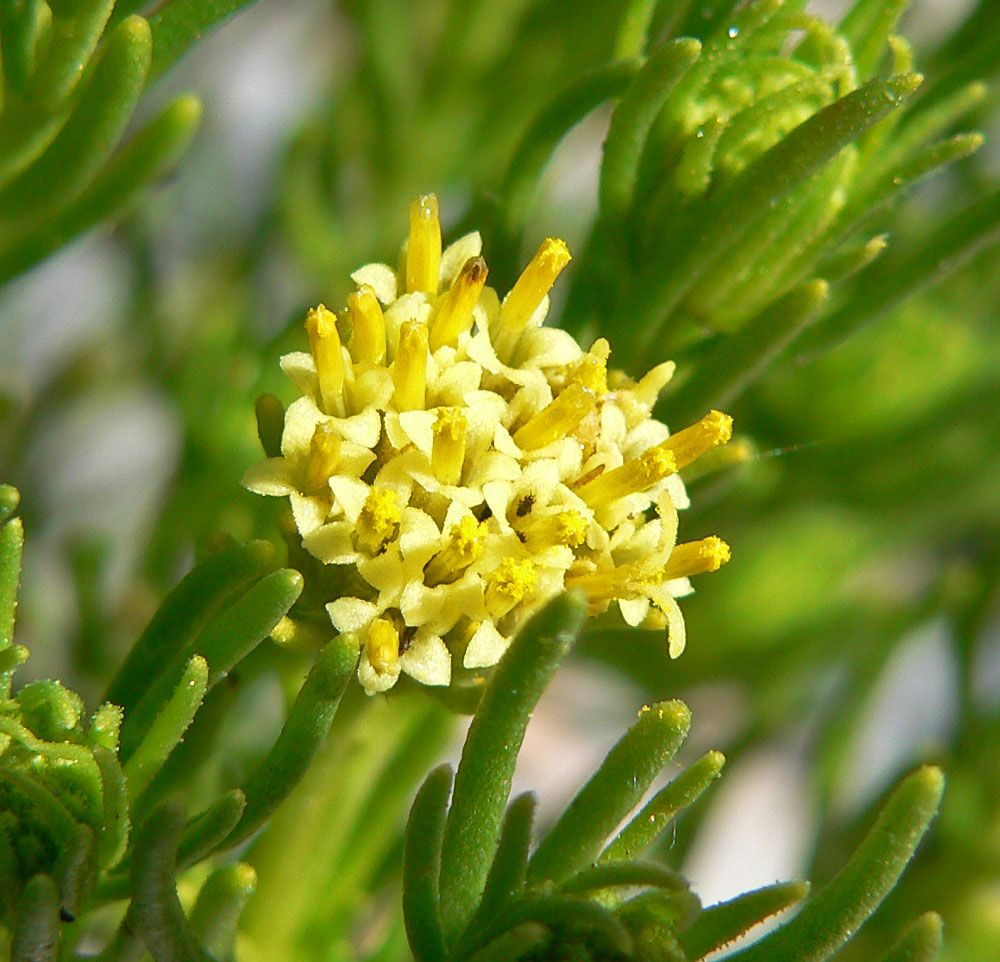
Peucephyllum schottii
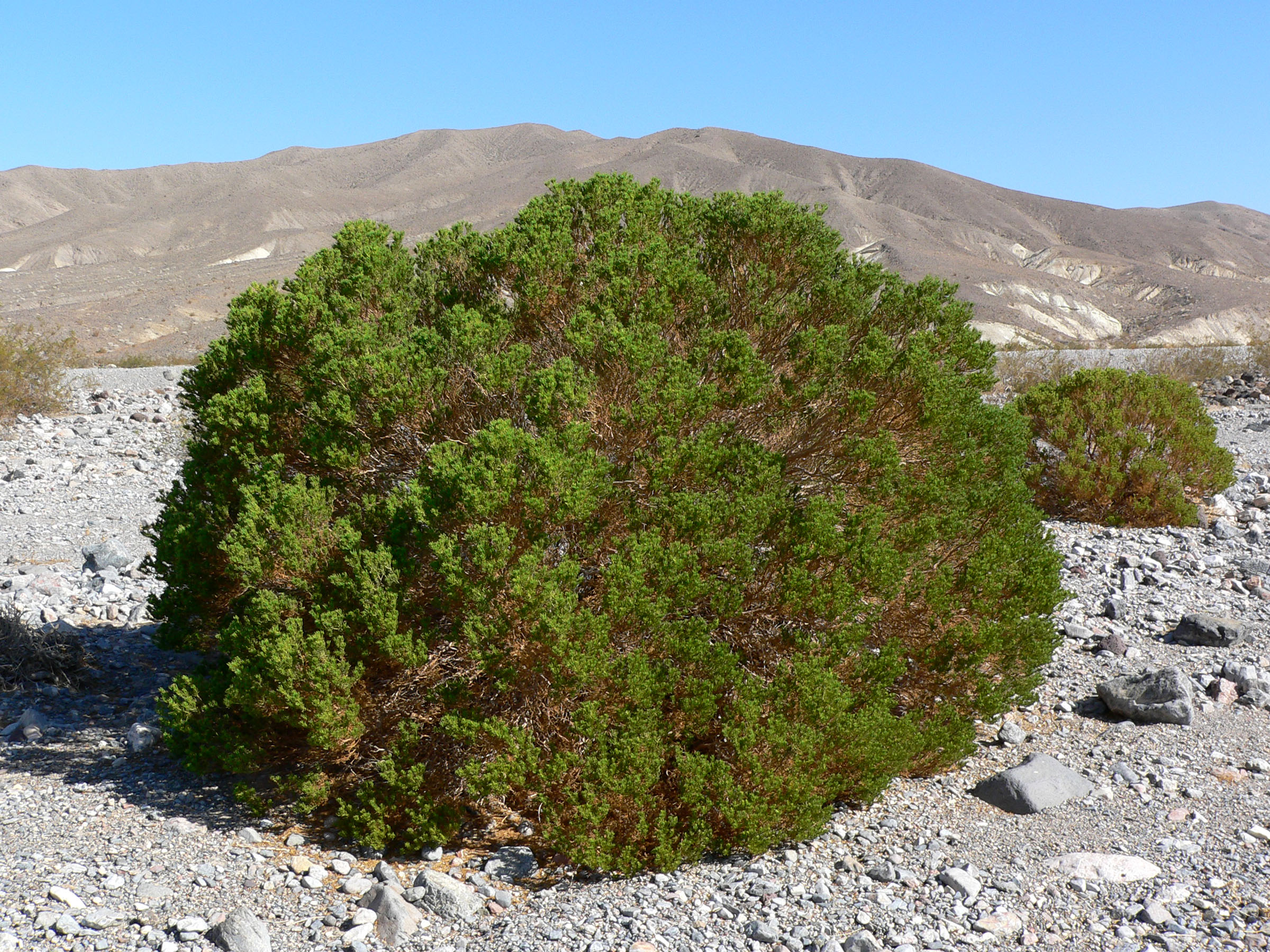
Peucephyllum schottii (habitus)
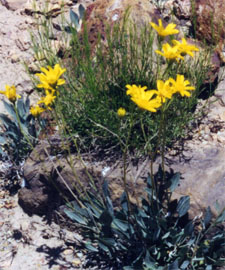
Platyschkuhria integrifolia